# وارن‌ویل (کارولینای جنوبی)
وارن‌ویل (به انگلیسی: Warrenville) یک منطقهٔ مسکونی در ایالات متحده آمریکا است که در شهرستان ایکن، کارولینای جنوبی واقع شده‌است. وارن‌ویل ۲٫۸ کیلومتر مربع مساحت و ۱٬۲۳۳ نفر جمعیت دارد و ۷۱٫۶۳ متر بالاتر از سطح دریا واقع شده‌است.